# سورلیتسا
سورلیتسا (به صربی: Surlica) یک منطقهٔ مسکونی در صربستان است که در ترگوویشته واقع شده‌است. سورلیتسا ۱۰۱ نفر جمعیت دارد.